# Стыдливые люди
«Стыдливые люди» (другое название «Застенчивые люди») (англ. Shy People) — фильм режиссёра Андрея Кончаловского.

## Сюжет
Журналистка Cosmopolitan из Нью-Йорка вместе со своей дочерью-подростком по заданию редакции едет в труднодоступную местность в Луизиане, где на островке среди болот живёт её двоюродная сестра вместе со своими тремя сыновьями и беременной невестой второго сына. Четвёртого в семье вспоминать не принято, для них он изгой — он живёт в городе, где владеет ночным клубом. Для семьи отшельников город — зло. Добровольное заточение началось в незапамятные времена, когда ещё был жив глава семьи, жестокий и своевольный, чей культ в семье продолжается до сих пор. Младший из сыновей — психически неполноценен (когда его мать была беременна, отец ударил её в живот), но обладает добрым и послушным нравом.
Между журналисткой и семьёй отшельников с самого начала возникает отчуждение, и постепенно напряжённость нарастает. С другой стороны, благодаря конфликту оказывается, что семья отшельников далеко не так довольна своим образом жизни, как казалось поначалу — просто они не видят выхода, боятся города и в то же время презирают городских бездельников, не умеющих выжить в экстремальных условиях.

## В ролях
- Барбара Херши — Рут, мать сыновей
- Джилл Клейберг — Диана, журналистка, мать Грейс
- Марта Плимптон — Грейс, дочь Дианы
- Джон Филбин — Томми
- Дон Суэйзи — Марк
- Мерритт Батрик — Майк
- Пруитт Тейлор Винс — Пол
- Мэр Уиннингэм — Кэнди
- Брэд Лиланд — Ларри
- Эдвард Банкер — Чак

## Награды
- 1987 — приз Каннского фестиваля в номинации Лучшая женская роль получила Барбара Херши.